# Leptoglossus occidentalis
La cimice dei pini (Leptoglossus occidentalis Heidemann, 1910) è un insetto fitofago della famiglia dei Coreidi (Rhynchota Heteroptera).

## Descrizione
La lunghezza media è di 16-20 mm. La femmina ha dimensioni maggiori del maschio.
|                                                                                       |  |
| Esemplare raccolto in Sardegna presso alcune piantagioni di Pinus pinea (estate 2008) |  |

## Biologia
Depone le uova in gruppetti lungo gli aghi di pino che poi schiudono sul finire della primavera. Dopo avere effettuato cinque mute diventa adulto. In ogni stadio della metamorfosi si nutre con la linfa penetrando i coni con gli stiletti boccali, provocando la morte dei semi e, conseguentemente, enormi danni agli ecosistemi forestali.
Negli Stati Uniti compie una generazione all'anno, ma in Messico ne sono state contate anche tre. In Italia ne compie una o due.
Se schiacciata, questa cimice emana un forte odore di banana, per questo motivo vengono soprannominati "banani".

## Distribuzione e habitat
Originaria degli Stati Uniti occidentali (California, Oregon e Nevada) ove trova il suo habitat naturale, le foreste di conifere, la specie è stata importata anche in Italia.
Arriva in Italia probabilmente con l'importazione di legname.